# Diapterus peruvianus
Diapterus peruvianus és una espècie de peix pertanyent a la família dels gerrèids.

## Descripció
- Pot arribar a fer 30 cm de llargària màxima (normalment, en fa 15).
- Aletes pèlviques i anal de color groc amb ratlles fosques.[6][7]

## Alimentació
Menja petits invertebrats bentònics i peixos.

## Hàbitat
És un peix marí, demersal i de clima tropical.

## Distribució geogràfica
Es troba al Pacífic oriental: des de Mazatlán (Mèxic) fins a la regió de Callao (el Perú).

## Ús comercial
La seua carn és de bona qualitat.

## Estat de conservació
Les seues principals amenaces són l'eliminació dels manglars i el desenvolupament costaner de les àrees on viu.

## Observacions
És inofensiu per als humans.